# Marion J. Levy Jr.
Marion Joseph Levy Jr. (12 dicembre 1918 – 26 maggio 2002) è stato un sociologo statunitense.
Levy è stato allievo di Talcott Parsons.
Portò a nove i requisiti funzionali di una società:
1. Bisogni biologici
2. Bisogni sociali
3. Attività collegate al lavoro e al linguaggio
4. Orientamenti cognitivi condivisi
5. Serie articolata di fini condivisi
6. Controllo sociale degli atteggiamenti e delle espressioni emotivo-affettive
7. Adeguata interiorizzazione del sistema di funzionamento sociale
8. Controllo delle forme di comportamento deviante
9. Adeguata istituzionalizzazione dell'organizzazione sociale